# Powiat Yoichi
Powiat Yoichi (jap. 余市郡 Yoichi-gun) – powiat w Japonii, w prefekturze Hokkaido, w podprefekturze Shiribeshi. W 2024 roku liczył 21 194 mieszkańców.

## Miejscowości
- Akaigawa
- Niki
- Yoichi